# Baranówko
Baranówko is een plaats in het Poolse district  Poznański, woiwodschap Groot-Polen. De plaats maakt deel uit van de gemeente Mosina en telt 60 inwoners.